# Majdan (powiat sokołowski)
Majdan – osada leśna w Polsce położona w województwie mazowieckim, w powiecie sokołowskim, w gminie Ceranów. Obok miejscowości przepływa rzeczka Buczynka, dopływ Bugu.
W latach 1975–1998 miejscowość należała administracyjnie do województwa siedleckiego.